# Strombosia nigropunctata
Strombosia nigropunctata är en tvåhjärtbladig växtart som beskrevs av J. Louis & J. Leonard. Strombosia nigropunctata ingår i släktet Strombosia och familjen Strombosiaceae. Inga underarter finns listade i Catalogue of Life.